# Mouvement de l'union nationale

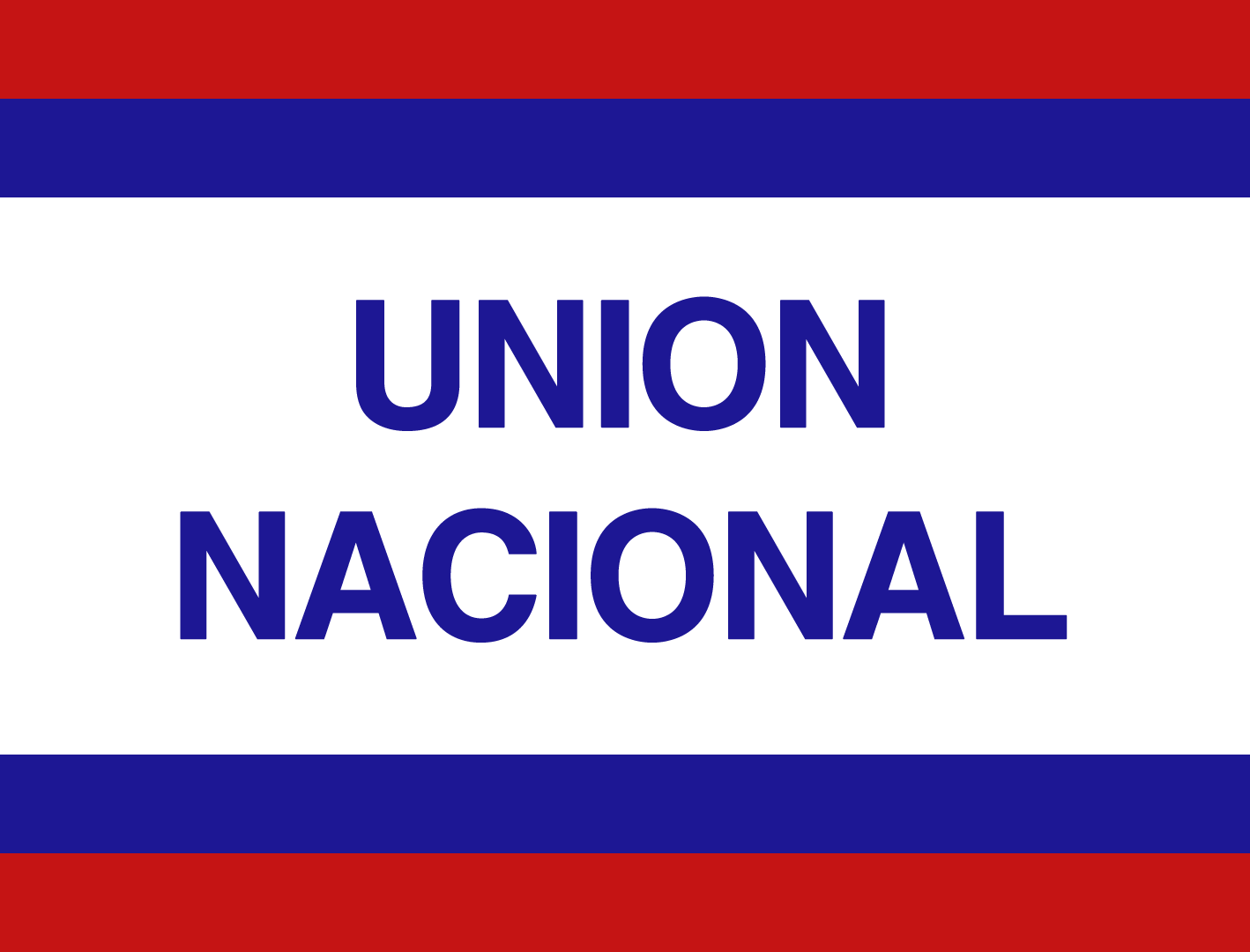
Logo du MUN

Le Mouvement de l'union nationale (en espagnol : Movimiento de Unión Nacional - MUN) était un parti politique chilien, fondé en 1983, qui, tout en soutenant le régime militaire d'Augusto Pinochet, militait pour une transition démocratique dans le cadre constitutionnel chilien.

## Origines
Fondé par Andrés Allamand et des anciens partisans du parti national, le MUN rassemble les personnalités les plus emblématiques de la droite historique, il attire également les nouvelles générations sensibles à son credo libéral, qui non seulement n'ont pas participé aux différents gouvernements des forces armées mais ne sont pas plus les thuriféraires de son œuvre.
Le MUN, tout comme le front national du travail, se réclame de l'ancien parti national. S'ils affirment tous deux que ce parti a accompli sa tâche politique, ils essayent d'en récupérer son caractère républicain et démocratique, leur permettant ainsi de se dissocier de la doctrine conservatrice et aristocratique du mouvement grémialista ainsi que de l'autoritarisme du régime d'Augusto Pinochet.

## Un parti signataire de l'Accord national pour la transition à la pleine démocratie
Le Mun fut l'un des signataires de l'accord national pour la transition à la pleine démocratie. 
Cet accord, rédigé sous l'égide du cardinal-archevêque de Santiago, Juan-Francisco Fresno et publié le 30 août 1985 dans le journal El Mercurio avait été signé par une grande majorité des partis de l'opposition, de gauche comme l'Alliance démocratique et de la droite modérée.
Il prévoyait un scénario à la fois de confrontation et de négociation avec le gouvernement qui, tout en rappelant l'attachement des signataires à un ensemble commun de valeurs démocratiques, manifestait la renonciation de l'opposition à deux demandes maximalistes qu'avaient été la démission immédiate d'Augusto Pinochet et l'installation immédiate d'un gouvernement démocratique provisoire. Cet accord manifestait l'existence d'un « consensus large sur la nécessité d'une dynamique de substitution du régime par l'établissement formel et matériel d'un processus électoral » ouvrant la voie à une nouvelle démocratie.

## Un parti à l'origine de Rénovation nationale
Le 28 avril 1987, le MUN fusionna avec l'Union démocrate indépendante et le Front national du travail pour former Rénovation nationale.